# МюПа-47
МюПа (фин. Myllykosken Pallo–47 или MYPA) — финский футбольный клуб города Коувола, до 2009 года представлял Аньяланкоски (бывший город, ныне — район Коувола). Основан в декабре 1947 года в деревне Мюллюкоски в тогдашнем муниципалитете Сиппола, который в 1975 году стал частью города Аньяланкоски.
В 1972 и 1992—2014 годах выступал в высшей лиге Финляндии (фин. Veikkausliiga). Из-за финансовых проблем прекратил выступпления в 2015 году, в 2017 году заявился в четвёртую по уровню лигу и за два сезона проделал путь до Юккёнен (Д-2).

## Достижения
- Чемпион Финляндии: 2005
- Обладатель кубка Финляндии: 1992, 1995, 2004

## Интересные факты
Благодаря «дисциплинированной» игре команда 5 раз (больше чем любая другая команда УЕФА) с 2001 года становилась лауреатом рейтинга Fair Play УЕФА и получала путевку в Лигу Европы (ранее в Кубок УЕФА)